# Hirten-Bauern-Konflikt in Nigeria
Beim Hirten-Bauern-Konflikt in Nigeria (auf Englisch: Herder-farmer conflict) handelt es sich um eine Reihe von Streitigkeiten um Ackerlandressourcen im mittleren Osten Nigerias (hauptsächlich im Bundesstaat Benue) zwischen den mehrheitlich muslimischen Fulani-Hirten und Bauern unterschiedlicher Ethnien (wie den Tiv oder den Hausa) und unterschiedlicher Religionen (Christen / Moslems). Dementsprechend vermischen sich im Hirten-Bauern-Konflikt
- ethnische Gegensätze,
- religiöse Differenzen,
- Folgen des Klimawandels / Bodenerosion,
- unterschiedliche Sesshaftigkeit,
- unterschiedlicher Entwicklungsstand und
- (namensgebend) die Nutzungsart agrarischer Flächen.

Nach der Desintegration von Boko Haram 2022 und dem Abebben ethnischer Konflikte nach 1999 forderte 2022 der Hirten-Bauern-Konflikt in Nigeria ebenso viel Todesopfer wie der islamistische Extremismus und 2023 sogar deutlich mehr als dieser (siehe Liste von Terroranschlägen in Nigeria). Obwohl sich der Hirten-Bauern-Konflikt vor allem in den dünn besiedelten Bundesstaaten Benue und Plateau abspielt, befürchten immerhin 8 % der Nigerianer, ihm zum Opfer zu fallen.

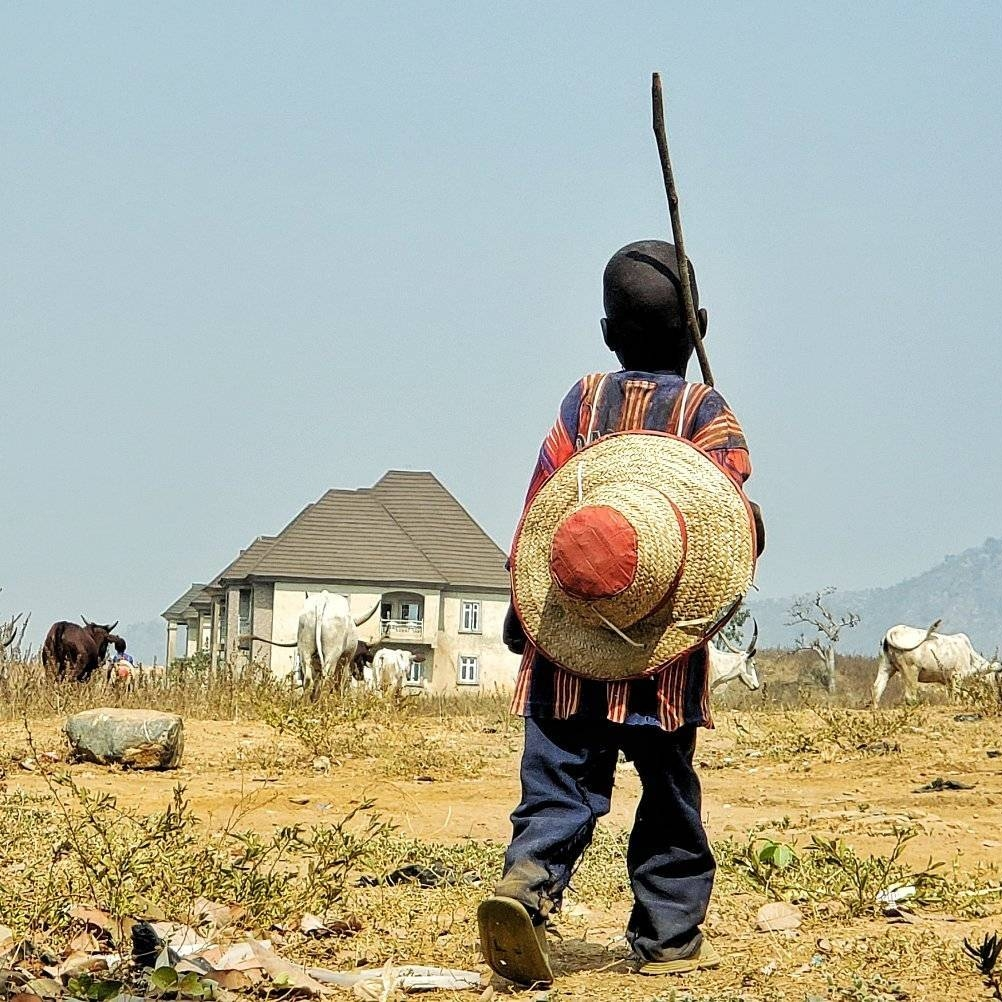
Fulani-Junge und sein Vieh

Die Konflikte zwischen Viehzüchtern und Landwirten in Nigeria haben tiefe Wurzeln und reichen bis in die vorkoloniale Zeit (vor 1900) zurück. Allerdings haben sich diese Konflikte in den letzten Jahrzehnten aufgrund des Bevölkerungsdrucks, des Klimawandels und verschiedener anderer Faktoren deutlich verschärft. Während der britischen Kolonialzeit einigten sich Hirten und Bauern auf ein System namens burti, in dem mit gegenseitiger Zustimmung der Bauern, Hirten und lokalen Behörden bestimmte Wanderrouten für die Hirten festgelegt wurden. Das Burti-System brach jedoch um die 1970er Jahre zusammen, als die Bauern zunehmend Land entlang der Viehtransportwege für sich beanspruchten, was zunehmend zu Konflikten führte.
Früher tauschten die Hirten mit den Bauerngemeinschaften häufig Milch gegen Getreidekörner. In den letzten Jahrzehnten wird Milch jedoch nicht mehr in großem Umfang getauscht, da abgepackte Getränke in den Städten immer beliebter werden.
Moderne Medikamente haben es den Viehzüchtern auch ermöglicht, ihr Vieh weiter in die „Tsetsefliegen-Zone“ im Süden zu treiben, während die Viehzüchter früher aufgrund von Tropenkrankheiten in feuchten Klimazonen ihr Vieh nicht in großem Umfang halten konnten. Dies hat dazu geführt, dass die Fulani-Hirten in die südlichsten Gebiete Nigerias abgewandert sind, wo sie ihr Vieh aufgrund der starken Nachfrage nach Rindfleisch und anderen Fleischprodukten in den bevölkerungsreichen Städten im Süden Nigerias zu höheren Preisen verkaufen konnten. Im Süden treffen sie jedoch auf sesshafte Gemeinschaften, die in der Vergangenheit keine Erfahrung mit friedlichen Verhandlungen und der Koexistenz mit nomadischen Hirten hatten. Der immer leichtere Zugang zu Waffen und die religiöse Polarisierung sowohl unter Christen als auch unter Muslimen haben das Gewaltpotenzial noch erhöht.

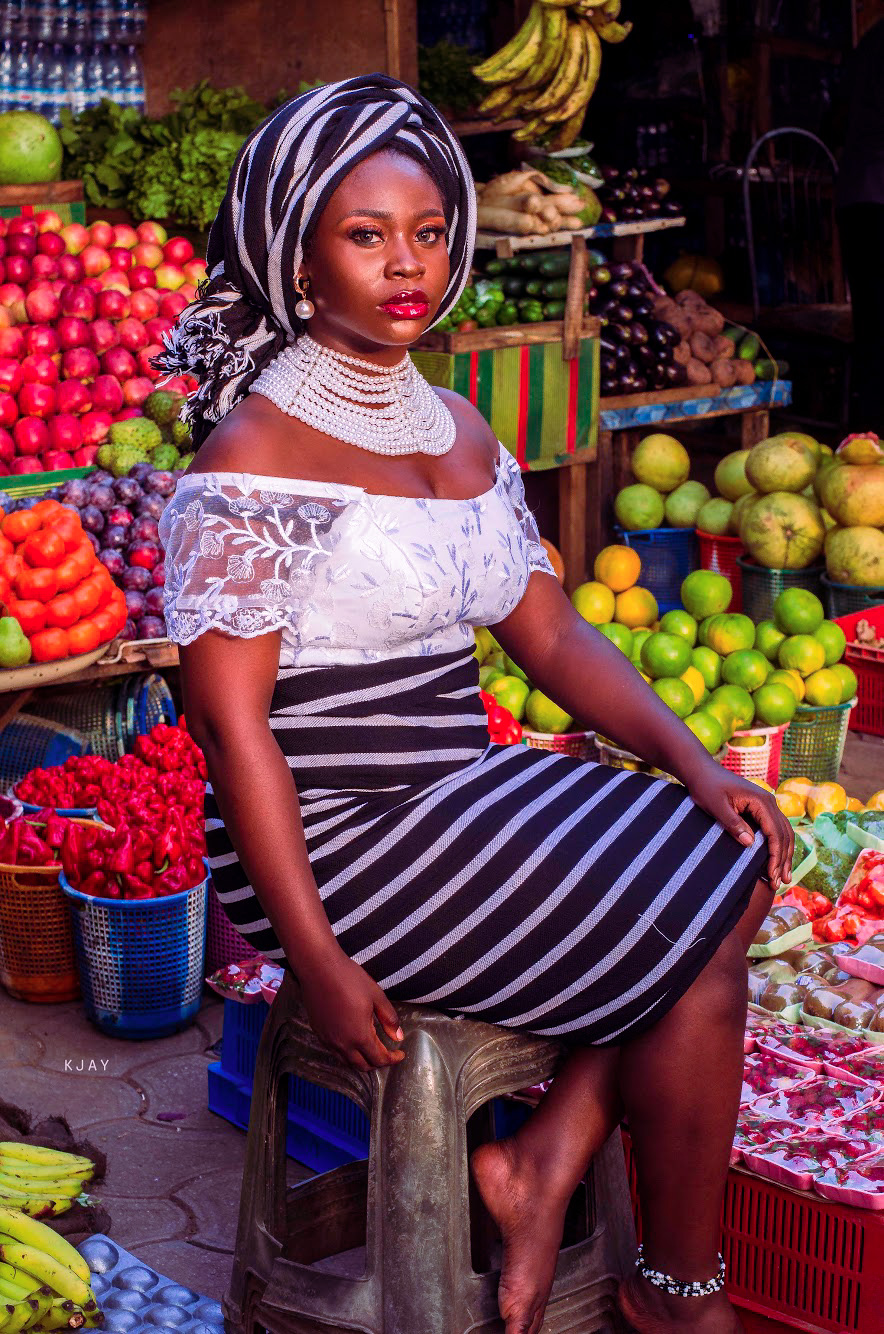
Bäuerin in typisch schwarz-weiß gestreifter Kleidung der Tiv

Seit 1999 wurden durch die Gewalt zwischen Bauern und Hirten mehr als 19 000 Menschen getötet und Hunderttausende vertrieben. Sie folgte einem Trend zur Zunahme von Konflikten zwischen Bauern und Hirten in weiten Teilen der westlichen Sahelzone, der auf die Ausweitung der landwirtschaftlichen Bevölkerung und der Anbauflächen auf Kosten der Weideflächen, die Verschlechterung der Umweltbedingungen, die Wüstenbildung und die Bodendegradation, das Bevölkerungswachstum, den Zusammenbruch der traditionellen Konfliktlösungsmechanismen bei Land- und Wasserstreitigkeiten und die Verbreitung von Kleinwaffen und Kriminalität in ländlichen Gebieten zurückzuführen ist. Unsicherheit und Gewalt haben viele Bevölkerungsgruppen dazu veranlasst, Selbstverteidigungskräfte sowie ethnische und Stammesmilizen zu bilden, die weitere Gewalt ausüben. Die meisten Zusammenstöße zwischen Bauern und Hirten fanden zwischen muslimischen Fulani-Hirten und Bauern statt, was die Feindseligkeiten verschärft hat.
Aufgrund der weithin wahrgenommenen Ineffizienz der nigerianischen Regierung haben sich in vielen Bauerngemeinden bewaffnete Bürgerwehren gebildet. Diese Situation führt häufig zu einem Teufelskreis blutiger Fehden zwischen Bauern und Hirten. Auch lokale Politiker und religiöse Führer haben die Konflikte verschärft, indem sie Mitglieder rekrutierten und häufig übertriebene Behauptungen aufstellten.
Im Jahr 2019 versuchte Präsident Muhammadu Buhari, RUGA-Siedlungen (Rural Grazing Area) zu schaffen. Sein Vorschlag stieß auf heftige Kritik. Am 17. Mai 2021 gaben die 17 Gouverneure des nigerianischen Südens die Asaba-Erklärung ab, um die Krise zu lösen.
Obwohl die Ranching-Methode, bei der das Vieh in eingezäunten Parzellen gehalten wird, häufig als Lösung für die Krise vorgeschlagen wurde, hat sich dies in Nigeria aufgrund der schlechten Infrastruktur (mit instabiler Strom-, Wasser- und Treibstoffversorgung) und der Schwierigkeiten bei der Beschaffung und dem legalen Besitz von Land als äußerst undurchführbar erwiesen. Landraub und Viehdiebstahl sind ebenfalls potenzielle Schwierigkeiten, mit denen die Rancher zu kämpfen hätten. Viehzüchter sind auch nicht in der Lage, mit nomadischen Hirten zu konkurrieren, die keine landbezogenen Kosten haben.

## Vorfälle seit 2020
Am 3. Januar 2020 töteten mutmaßlich Fulani-Extremisten 29 Menschen, überwiegend Moslems, in Tawari, Kogi, darunter ein Imam.
Vom 18. bis 21. Mai 2020 töteten mutmaßlich Fulani-Extremisten mindestens 20 Menschen, überwiegend Moslems, in Kajuru, Kaduna.
Am 31. Mai 2020 töteten mutmaßlich Fulani-Extremisten mindestens 13 Menschen, überwiegend Christen, in Obi, Benue.
Am 19. Juli 2020 töteten mutmaßlich Fulani-Extremisten mindestens 21 Menschen, überwiegend Moslems, in Kukum Daji, Kaduna.
Am 7. Juni 2021 töteten mutmaßlich Fulani-Hirten 40 Einwohner, überwiegend Christen, von Odugbeho, Agatu, Benue.
Am 12. April 2022 töteten mutmaßlich Hirten 23 Bewohner, überwiegend Christen, der Gemeinden Guma und Tiortyu im Bundesstaat Benue.
Am 18. Mai 2023 töteten mutmaßlich Fulani-Extremisten 80 Bewohner, überwiegend Moslems, in Mangu, Bundesstaat Plateau.
Am 27. Dezember 2023 töteten mutmaßlich Fulani-Hirten 140 Bewohner, überwiegend Moslems, von Bokkos, Plateau.
Damit fanden 2023 in Nigeria beinahe zehnmal so viele Personen durch den Hirten-Bauern-Konflikt den Tod als durch islamische Extremisten (siehe Liste von Terroranschlägen in Nigeria). Es fällt außerdem auf, dass bei diesem Konflikt (anders, als dies die Definition des Begriffs "Konflikt" voraussetzt) die Aggression ausschließlich oder weitgehend von einer Seite ausgeht. Die Handlungs- und Interaktionsphase sind bei den Beteiligten ungleich verteilt.